# تاتيانا دورديفيك
تاتيانا دورديفيك (بالصربية: Татјана Ђорђевић)‏ هي مغنية صربية، ولدت في 3 مارس 1985 في بلغراد في صربيا.